# Anthracothorax viridigula
El mango gorgiverde (Anthracothorax viridigula), también denominado mango gorjiverde, mango gargantiverde (en Venezuela) o mango de garganta verde,  es una especie de ave apodiforme de la familia Trochilidae, perteneciente al género Anthracothorax. Es nativo del norte de América del Sur.

## Distribución y hábitat
Se distribuye desde el noreste de Venezuela, Trinidad, hacia el este por Guyana, el litoral de Surinam, Guayana Francesa, hasta el litoral del noreste de Brasil (Amapá, norte de Pará y norte de Maranhão); y en una franja a lo largo del río Amazonas, a unos 1500 kilómetros río arriba. Se trata de un local o migrante estacional, aunque sus movimientos no son bien entendidos.
Esta especie es considerada localmente común en sus hábitats naturales: las regiones costeras, incluyendo manglares, sabanas pantanosas y hábitats tipo humedales con grandes árboles dispersos; entre el nivel del mar y 500 m de altitud. Forrajea priincipalmente en la copa de los árboles.

## Descripción
Mide en promedio 10,2 cm de longitud y pesa 9 g. El pico es negro, bastante largo y ligeramente curvo. El macho tiene las partes superiores de color verde brillante con un tinte de cobre, especialmente en el anca. La garganta y partes inferiores son de color verde con una línea de negro central en el pecho y el vientre. La cola tiene plumas centrales oscuras, los exteriores de la cola son de color vináceo rojo con punta de color negro. 
La hembra cuenta con más tonalidad de bronce en el dorso y los flancos. Tiene las partes inferiores blancas con una franja central de color negro. Los machos inmaduros se parecen a las hembras, pero tienen los lados castaños.
Esta especie es muy similar y estrechamente relacionada con la Anthracothorax nigricollis. Aunque el macho de mango gorgiverde tiene menos negro extendido en las partes inferiores, las diferencias de ésta y otras plumas no son siempre fáciles de confirmar en el campo, porque los pájaros aparecen de color negro. Las hembras de las dos especies puede ser casi inseparables, aunque el mango gorgiverde tiene las partes superiores más extensamente de tono cobrizo que su pariente.

## Comportamiento
Es sedentario en las regiones costeras y sigue el florecimiento de las flores hacia el interior.

### Alimentación
La dieta básica de esta especie es el néctar, a menudo tomado de las flores de los árboles grandes. Este colibrí es también notablemente insectívoro y a menudo se dispersa en las áreas abiertas para atrapar insectos voladores.

### Reproducción
La hembra pone dos huevos blancos en un nido de taza profunda en una rama alta, delgada, y generalmente descubierta, a unos diez metros del suelo.

### Vocalización
Es bastante silencioso. El reclamo en vuelo, mientras prueba flores es un repetitivo «chep...chep....».

## Sistemática

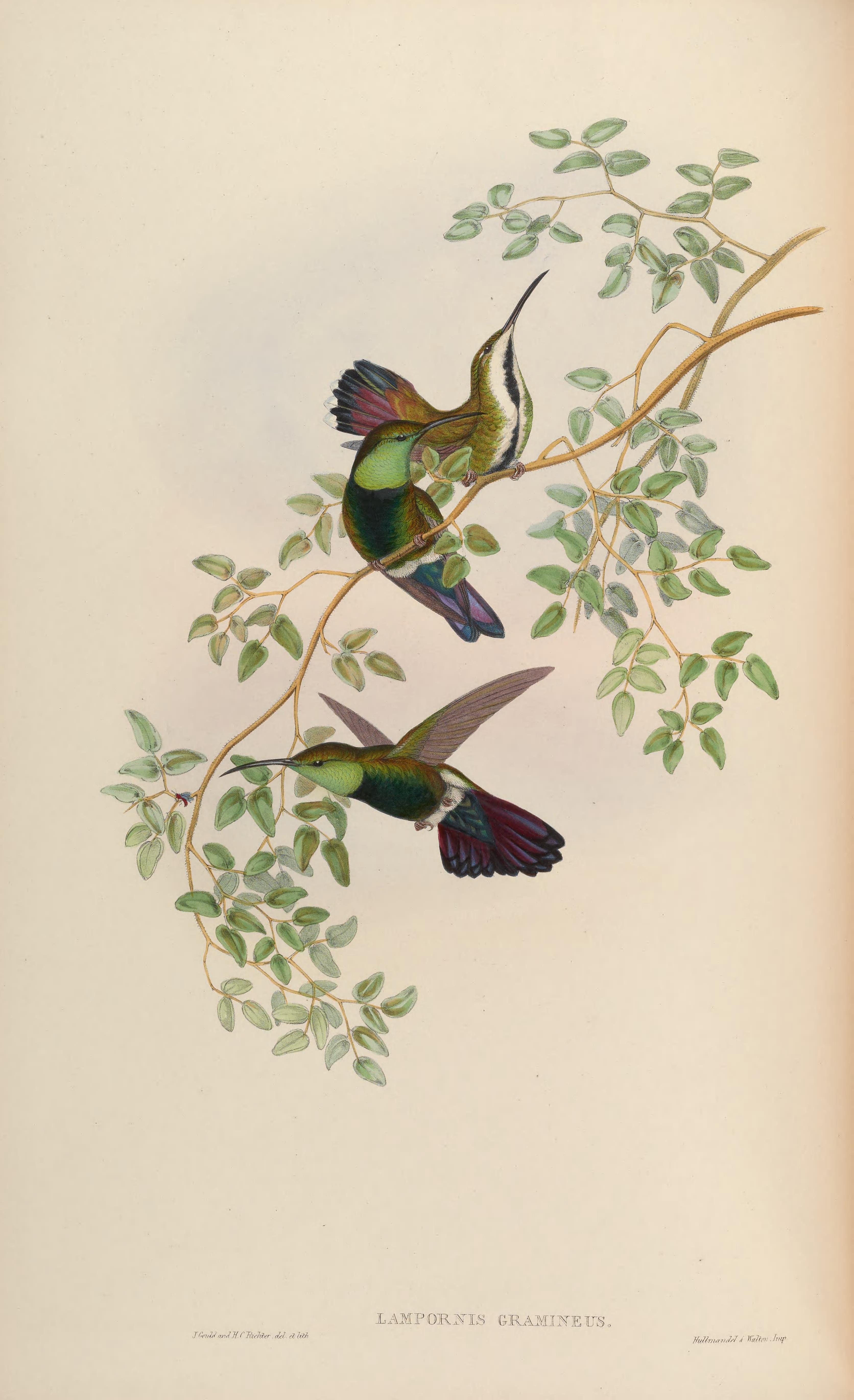
Lampornis gramineus sinónimo de Anthracothorax viridigula, ilustración de Gould y Richter en A monograph of the Trochilidae, or family of humming-birds vol. 2, 1861.

### Descripción original
La especie A. viridigula fue descrita por primera vez por el naturalista neerlandés Pieter Boddaert en 1783 bajo el nombre científico Trochilus viridigula; la localidad tipo es «Cayena, Guayana Francesa».

### Etimología
El nombre genérico masculino «Anthracothorax» se compone de las palabras del griego «anthrax» que significa ‘carbón’, y «thōrax» que significa ‘pecho’; y el nombre de la especie «viridigula», se compone de las palabras del latín «viridis» que significa ‘verde’, y «gula» que significa ‘garganta’.

### Taxonomía
Es monotípica. Los estudios filogenéticos recientes con base en el espectro de color de plumaje, indican que esta especie es la segunda más basal a todo el género.